# Morangos com Açúcar
Morangos com Açúcar (en español: Fresas con azúcar) es una serie de televisión juvenil portuguesa transmitida por la cadena privada TVI desde 2003 hasta 2012. Es una creación de Casa da Criação. Basado en la serie de televisión brasileña Malhação, actualmente es transmitida en Portugal, Galicia, Angola y Siria. En la primera temporada su transmisión también llegó a Brasil y Rumania. En Portugal, gracias a la popularidad de la que goza (la cual se traduce en buenos resultados de audiencia), Morangos como Açúcar está en su 8ª temporada con el subtítulo 'Agarra o teu talento'.

## Audiencias
Desde su segunda temporada, emitida en 2004, la serie fue líder de audiencias en su franja horaria. Ha obtenido más del 60% de cuota de pantalla en el público que comprende desde los 4 a los 24 años. 

En la época veraniega, la serie acostumbraba a cambiar de sintonía, localizaciones a la hora de grabar, etc., por lo que muchos seguidores portugueses hacían una distinción entre la serie emitida durante todo el año y la emitida en verano (conocida como 'Férias de verão' o Vacaciones de verano, en castellano).
- MORANGOS COM AÇÚCAR (30 Ago 2003 - 6 Jul 2004)

11.0% audiencia media / 30.8% cuota de pantalla
- MORANGOS COM AÇÚCAR - FÉRIAS DE VERÃO (7 Jul 2004 - 14 Out 2004)

11.9% audiencia media / 32.5% cuota de pantalla
- MORANGOS COM AÇÚCAR II (15 Out 2004 - 22 Jun 2005)

10.4% audiencia media / 31.7% cuota de pantalla
- MORANGOS COM AÇÚCAR II - FÉRIAS DE VERÃO (23 Jun 2005 - 19 Set 2005)

11.0% audiencia media / 42.1% cuota de pantalla
- MORANGOS COM AÇÚCAR III (20 Set 2005 - 16 Jun 2006)

13.1% audiencia media / 38.9% cuota de pantalla 
- MORANGOS COM AÇÚCAR III - FÉRIAS DE VERÃO (17 Jun 2006 - 17 Set 2006)

11.4% audiencia media / 38.1% cuota de pantalla 
- MORANGOS COM AÇÚCAR IV (18 Set 2006 - 16 Jun 2007)

10.2% audiencia media / 31.0% cuota de pantalla 
- MORANGOS COM AÇÚCAR IV - FÉRIAS DE VERÃO (17 Jun 2007 - 16 Set 2007)

8.9% audiencia media / 34.8% de cuota de pantalla

## Sitios
- Sitio Oficial
- Fresas com Azúcar

- Datos: Q3279999